# 노벨AI
노벨AI(NovelAI)는 AI 지원 이야기 쓰기 및 텍스트 대 이미지 합성을 위한 온라인 클라우드 기반 SaaS 모델, 유료 구독 서비스이다. 2021년 6월 15일 베타 서비스로 처음 시작되었으며 이미지 생성 기능은 이후 2022년 10월 3일에 구현되었다. 노벨AI는 델라웨어주에 위치한 Anlatan에 의해 운영되고 있다.

## 사고
2022년 10월 6일, 노벨AI는 소프트웨어 소스 코드가 유출되는 데이터 보안 취약점을 경험했다.

## 같이 보기
- DALL-E
- 미드저니